# Centre de Flacq
Centre de Flacq este un oraș în Mauritius. Este reședința districtului Flacq.